# Hamer Guitars

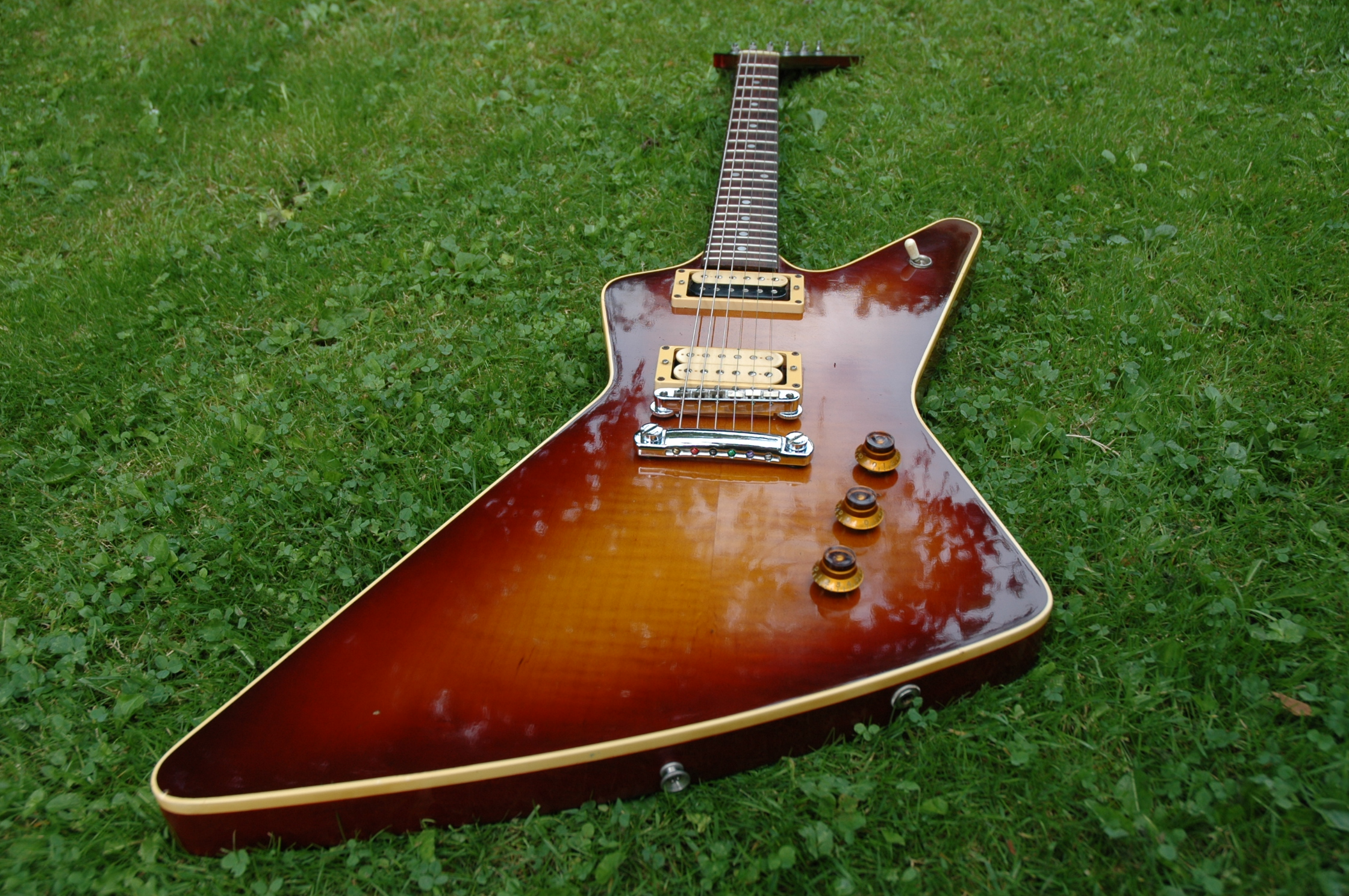
Vroege (1978) Hamer Standard

Hamer Guitars is een fabrikant van elektrische gitaren en elektrische basgitaren opgericht door Jol Dantzig en Paul Hamer in 1973.
De Amerikaanse lijn staat bekend om zijn hoge kwaliteit met veel innovaties. Hamer was vooral populair in de jaren zeventig en tachtig, met veel bekende gebruikers. Vanaf de verhuizing van Chicago naar New Hartford verminderde de productie naar minder dan 15 gitaren per week.
Er is ook een importlijn, de XT-serie, die in Azië geproduceerd wordt, aanvankelijk in Korea, maar tegenwoordig in Indonesië en China.
Oorspronkelijk kwam Hamer uit de omgeving van Chicago, maar het bedrijf werd in 1988 overgenomen door Kaman Music Corporation. In 2008 werd de muziekafdeling van Kaman vervolgens overgenomen door Fender (FMIC). Er werd niet getornd aan de bedrijfsfilosofie, de kwaliteit en de kwantiteit van de Amerikaanse productie. Jol Dantzig verliet het bedrijf in 2010.
Eind 2012 kwam Fender met de mededeling dat het merk Hamer ophield te bestaan. Op 25 januari 2017 kondigde KMC Music op de Amerikaanse muziekbeurs NAMM aan dat het merk echter weer terug was met vijf nieuwe modellen.